# خزاعة (قبيلة)
خزاعة وواحدهم (الخُزَاعِيّ): قبيلة عربية من قبائل مكة القديمة من أمهات القبائل في الجزيرة العربية، وكانت لهم ولاية مكة المكرمة ثلاثمائة سنة (160 م - 460 م) إلى أن نبغ قصي بن كلاب، وانتزع حماية الكعبة من خزاعة. وسُمّوا خزاعة لأنهم انخزعوا عن ولد عمرو بن عامر أيام سيل العَرِم، حين أقبلوا من مأرب يريدون الشام فنزلوا بمرّ الظّهران؛ أي انقطعوا عنهم. وكانت منازلهم بقرب الأبواء ( بين مكة والمدينة ) وفي وادي فاطمة ووادي غزال ووادي دوران وعسفان في تهامة الحجاز. وبعد الفتوحات الإسلامية رحل بعضهم إلى الشام والعراق.
وذكر المؤرخون أنه لما سارت قبائل الأزد في البلاد بعد سيل العرم أقامت خزاعة بمكة، وتولوا أمرها، وفي ذلك قال ابن قتيبة:«صارت الأزد إلى مكة، وغلبوا جرهم على ولاية البيت، أقاموا زمانا ثم خرجوا، إلا خزاعة، فإنّها أقامت على ولاية البيت». تفرّقتْ خزاعة من بنو أفصى (ومنه عشرة بطون) وكعب الأكبر ابني حارثة بن عمرو مُزَيقياء بن عامر، وبني أخيهم بالتبني ربيعة وهو لحي بن قمعة بن خندف، وفي ذلك قيل:«أن حارثة بن عمرو لما مات قمعة بن خندف كانت امرأته حاملا بلحي فولدته وهي عند حارثة فتبناه فنسب إليه، فعلى هذا هو من مضر بالولادة، ومن اليمن بالتبني»، أما ابن الكلبي فيزعم أن لحي من صلب حارثة بن مزيقياء.

## نسب قبيلة خزاعة
أختلف على نسب خزاعة الى قولين وهما:

### القول بخندفيتهم
ذهب ابن إسحاق إلى أن خزاعة من ولد عمرو بن لحي بن قمعة بن إلياس بن مضر بن نزار بن معد بن عدنان ، فهي إذن من مضر وبالتحديد من خندف وليس من الأزد، ووافق ابن إسحاق لمصعب الزبيري وذكر أن قمعة هو عمير أبو خزاعة.
وقد أيد هذا الرأي ابن حزم وذكر أربعة أحاديث صحيحة تدل على أن خزاعة من مضر وليس من الأزد.

#### الحديث الأول:
عن أبي هريرة رضي الله عنه أن رسول الله ﷺ قال: «عمرو بن لحي بن قمعة بن خندف أبو خزاعة».

#### الحديث الثاني:
قوله ﷺ : «رأيت عمرو بن لحي بن قمعة بن خندف أبا بني كعب هؤلاء يجر قصبه في النار». وبني كعب هؤلاء هم الذين قال عنهم ابن عباس أن القرآن نزل بلغة الكعبيين كعب بن لؤي وكعب بن عمرو بن لحي.

#### الحديث الثالث:
حديث أكثم بن أبي الجون الخزاعي عندما قال له رسول الله ﷺ : «يا أكثم رأيت عمرو بن لحي بن قمعة بن خندف يجر قصبه في النار فما رأيت رجلاً أشبه برجل به منك ولا بك منه» فقال أكثر: تخشى أن يضرني شبهه يا رسول الله؟ فقال: «لا، إنك مؤمن وهو كافر...الحديث». وقد علق مصعب الزبيري على هذا الحديث بأن ما قاله رسول الله ﷺ فهو الحق ، وأيد هذا ابن خلدون نقلاً عن القاضي عياض قوله: «المعروف في نسب خزاعة هذا هو عمرو بن لحي بن قمعة بن الياس».

#### الحديث الرابع
: حديث سلمة بن الأكوع قال: مرّ رسول الله ﷺ على نفر من أسلم ينتضلون، فقال لهم النبي ﷺ : «ارموا بني إسماعيل، فإن أباكم كان رامياً، ارموا وأنا مع بني فلان...» الحديث.
قال ابن حزم أما عن الحديث الأول والثالث والرابع ففي غاية الصحة والثبات ولا يجوز أن تترك هذه الأحاديث إلى كلام النسابين وغيرهم وعليه فخزاعة من ولد قمعة بن إلياس بن مضر. وقد ذهب السهيلي بأن حديث سلمة فيه دليل قوي لمن يرى أن خزاعة من بني قمعة بن إلياس. وليس هناك أدنى شك أو خلاف بين النسابين جميعاً من أن أسلم المذكورة في الحديث الرابع هم اخوة خزاعة.
ومن العلماء المتأخرين الذين رجحوا أن خزاعة من ولد عدنان العلامة عبد الرحمن بن يحيى المعلمي اليماني.

### القول بالأزدية
وفي ذلك قال المفضل الضبي:«أن قمعة بن إلياس تزوج وولد له، ثم غاضب إخوته، فأتى اليمن وحالف الأزد، وانتسب فيهم»، وقال اليعقوبي:«كان مدركة بن إلياس سيد ولد نزار قد بان فضله، وظهر مجده، وخرج أخوه قمعة إلى خزاعة، فتزوج فيهم، وصار ينسب ولده معهم، وكان ولده فيهم، وكان من ولده عمرو بن لحي بن قمعة».
الفريق الأول: ذهب المبرد إلى أن خزاعة هم ولد عمرو بن ربيعة وهو لحي من الأزد ، ووافقه صاحب اللباب بقوله إنما قيل لهم خزاعة لأنهم انقطعوا عن الأزد لما تفرّقت من اليمن أيام سيل العرم ، وكذلك ياقوت الحموي، فقد ذهب إلى أن خزاعة أزدية. وقال القلقشندي: «بنو خزاعة قبيلة من الأزد، من القحطانية».، وقال ابن سعيد المغربي أن خزاعة هم ولد عمرو بن ربيعة ، وقال دعبل الخزاعي «أن أفصى بن حارثة بن عمرو بن عامر وهو أبو خزاعة»

ونقل لنا ابن عبد البر أن ابن الكلبي يرى أن: 
وقيل إن من أقوى الأدلة على ذلك أن خزاعة تقول: «نحن بنو عمرو بن عامر من اليمن». وقيل أن نسبة خزاعة إلى الأزد تتفق ومعنى الاسم لغوياً وأن نسبتها إلى مضر لا يجعل لاسمها معنى.

## سبب التسمية
وقد ذهب علماء اللغة إلى أن اسم خزاعة من خزع عن أصحابه وهو الذي يتخلف عن أصحابه في السير، وذلك بسبب تخلفهم عن قومهم من الأزد حين أقبلوا من مأرب.
وذكر الزبيدي قول عون بن أيوب الأنصاري رضي الله عنه:

## بطون قبيلة خزاعة
انقسمت قبيلة خزاعة قديما إلى عدة بطون منها:
- بنو كعب بن عمرو
  -  بنو سلول بن كعب
    -  بنو حبشية بن سلول
      - بنو قمير بن حبشية
      - بنو ضاطر بن حبشية
      - بنو حليل بن حبشية
      - بنو كليب بن حبشية

    -  بنو عدي بن سلول
      - بنو حبتر بن عدي
      - بنو هينة بن عدي

  -  بنو حبشية بن كعب
    -  بنو حرام بن حبشية
    -  بنو غاضرة بن حبشية

  -  بنو سعد بن كعب
  -  بنو مازن بن كعب
- بنو عدي بن عمرو
- بنو مليح بن عمرو ويقال أن فيهم من قريش من ولد الصلت بن مالك بن النضر بن كنانة.[39]
- بنو عوف بن عمرو
  -  بنو نصر بن عوف
  -  بنو جفنة بن عوف وكانوا في الحيرة.[40]
- بنو سعد بن عمرو
  -  بنو المصطلق بن سعد واسم المصطلق جذيمة
  -  بنو الحياء بن سعد واسم الحياء عامر
- بنو سدوس وأصلهم من بني خناعة من قبيلة هذيل.

وحالف خزاعة قبيلة بني سدوس ورهطهم من بني خناعة من قبيلة هذيل وحملوا في عدادهم وكانوا يسكنون شمال مكة. ويقال ان في خزاعة حلفا بطن من ولد الصلت بن مالك بن قريش (النضر) بن كنانة. وكان بنو المصطلق وبنو الحياء من القبائل التي كونت حلف الأحابيش في مكة.

### أقرب القبائل نسبا لخزاعة
أقرب القبائل العربية نسبا لخزاعة هم بنو أسلم بن أفصى (انضموا الى قبائل حرب) وبنو مالك بن أفصى وبنو ملكان بن أفصى.

## فروع خزاعة اليوم
يتواجد أبناء القبيلة في تهامة موطنها الأصلي في المملكة العربية السعودية كما تتواجد أعداد قليلة منها في دول أخرى كمصر، فلسطين، الأردن، لبنان، قطر، البحرين اليمن وغيرها.
- خزاعة مكة المكرمة:
- خزاعة الوادي (وادي فاطمة) ما كان يعرف بوادي مر الظهران سابقاً:

1. ذوي مفرح.
2. ذوي مدّة
3. ذوي مهدي.
4. ذوي حامد.
5. ذوي محمد.

- خزاعة البر (وادي ملكان):[46]

- الطلحة وينقسمون إلى:

1. آل سراج.
2. آل عواض.
3. الحنشة.
4. آل رداد.
5. القواسية.
6. (آل مشعاب)وهم أبناء بن صدقة.
7. آل بن رشيد

- الشمارين وينقسمون إلى:

1. الغرايبه «ال أبو علي»
2. آل مبارك.
3. آل عواد.
4. آل عايد.
5. آل غطيش

- «خزاعه الغالة»:

1. ال مكي
2. آل عبد الله
3. الدلعان

- خزاعة بحرة:

1. الصقارية.[46]

- خزاعة الأحساء:

1. الرمضان.
2. آل عبد السلام.
3. آل حواج (الحواج).
4. آل براهيم

- خزاعة جازان / وادي ضمد :

1. البوري.
2. العجيبي.
3. الجردي.
4. شداد.
5. شداوي.

## ديار خزاعة

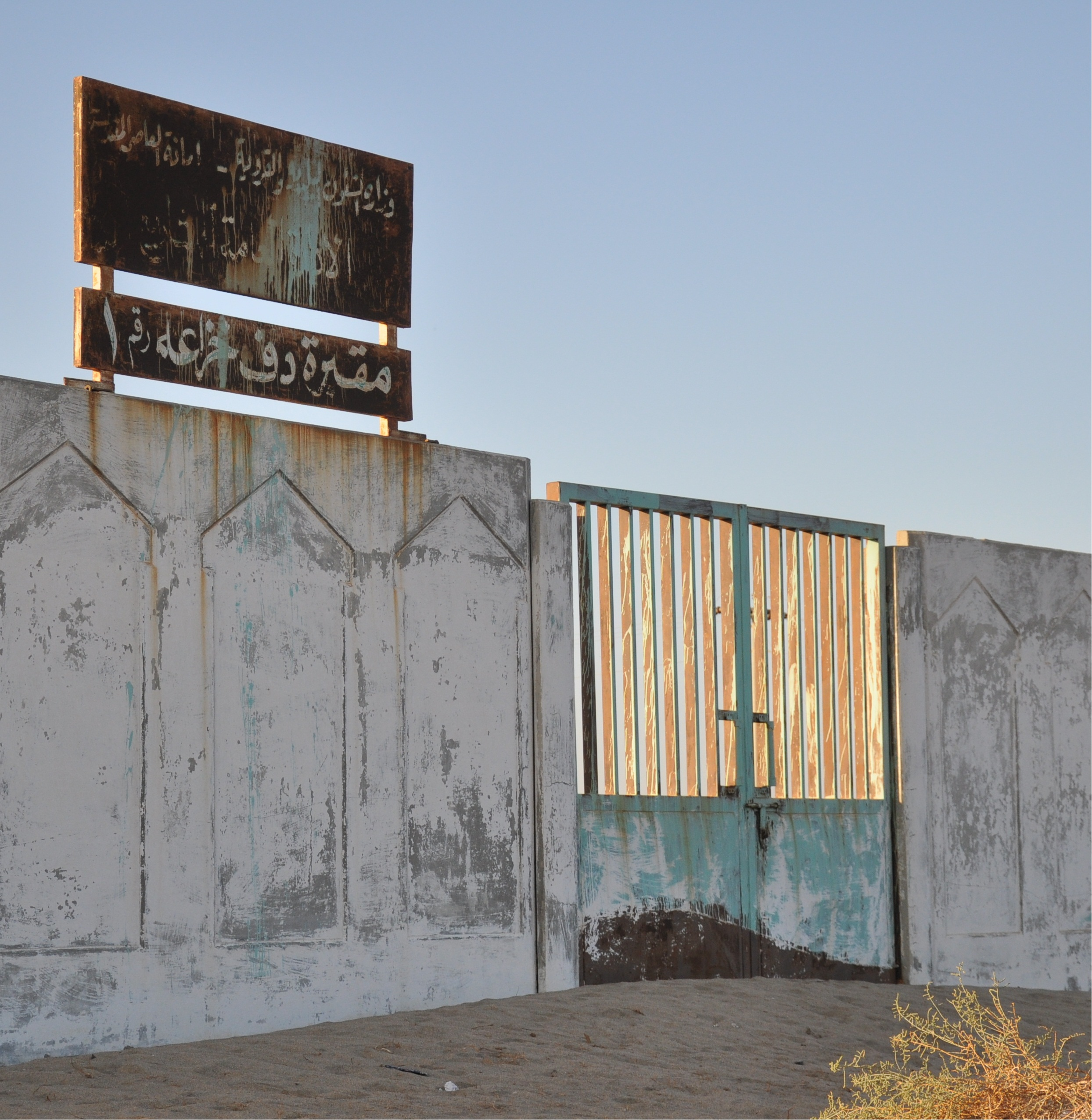
مقبرة بني خزاعة بقرية دف خزاعة الواقعة بوادي فاطمة (مر الظهران قديماً).

تذكر المصادر الجغرافية والتاريخية المنازل التي كانت تقطنها قبيلة خزاعة قبل البعثة النبوية وبعدها، بأنها كانت مكة وما جاورها وما يليها من جبال وأودية ومياه، وكانت تشاركها فيها بعض القبائل العربية الأخرى مثل قريش في مكة، وكنانة في جبل الأبواء ومر الظهران وقديد. ومما هو جدير بالذكر أن القبائل العربية بصفة عامة كثيراً ما تنتقل من منطقة إلى أخرى بحثاً عن المياه، الأمر الذي يجعل القبائل أحياناً تشترك في بعض المنازل. ومن منازل خزاعة:
| - مر الظهران. - عسفان. - قُدَيْد. - الوَتِير. - المريسيع. - خليص. | - غزال. - غضور. - غلائل. - الغرابات. - غدير خم. - مهيعة (الجحفة). | - الأبواء. - محمر. - شنائك. - شقرى. - الشباك. - دوران. - بحرة. | - خيف سلام. - خيف النعم. - ندا. - نشاق. - المشقر. - خزاعة. | - شهد. - عبب. - شمنصير. - هرشي. - يين. - ضمد. - بيش. |

## خزاعة سدنة البيت الحرام

### ولاية البيت الحرام
بعد أن سكنت هاجر زوج سيدنا إبراهيم وابنها إسماعيل مكة، مرت قبيلة جرهم آنذاك بمكة فاتفقوا مع هاجر على أن يسكنوا معها ليؤنسوها ويكون الماء لها، فقبلت. ثم شب إسماعيل وتزوج امرأة من جرهم. وكانت منازلهم بمكة وما حولها، وكان إسماعيل قائماً بأمر البيت، فخلفه بعد وفاته ابنه نابت، ثم تولى الأمر بعد نابت أخواله من الجراهم ومعهم بنو إسماعيل ثم استقل مضاضة بن عمرو الجرهمي بأمر البيت.
واستمرت ولاية جرهم على الحرم فترة من الزمن، ثم ضعفت نفوسهم واستخفوا بحرمة البيت، واستحلوا الأموال التي تهدى إليه، وأكثروا المفاسد في الحرم، حتى يذكر أن رجلاً وامرأة يقال لهما اساف ونائلة وقعا في الفاحشة في البيت فمسخهما الله إلى حجرين.
فكان عدوانهم على حرمة الحرم دافعاً لبني بكر بن عبد مناة بن كنانة -وهم من ولد إسماعيل- أي يتحالفوا مع خزاعة على أن يقاتلوا جرهم ويخرجوهم من مكة.
وبعد أن هزم الجرهميون، وُليت خزاعة البيت الحرام وتوارثوا هذا الأمر مدة طويلة قيل ثلاثمائة عام، وقيل خمسمائة عام.
وكان أول من ولي البيت من خزاعة عمرو بن ربيعة (لحي) الذي رحل إلى بلاد الشام يعالج من مرض أصابه فوجدهم يعبدون الأصنام فأعجبته تلك العبادة فعاد إلى مكة بهُبل ودعا الناس إلى عبادته، فهو أول من غير دين العرب وبحر البحيرة وسيّب السائبة.
وقد بلغ عمرو بن لحي بين سائر العرب مبلغاً كبيراً من الشهرة بسبب هذه الاضافات الجديدة على العبادة وقيامه بإطعام الحجاج، وتوزيع الثياب عليهم من برد اليمن، مما جعل القبائل العربية تقبل على مكة وتتخذ كل قبيلة صنماً تضعه حول البيت تعظّمه.
ويُروى أن بني قيس عيلان بن مضر رغبت في البيت وخزاعة يومئذ تليه وطمعوا أن ينزعوه منهم فساروا إلى مكة في جمع لهام ومعهم قبائل من العرب وعلى قيس يومئذ عامر بن الظرب العدواني فخرجت إليهم خزاعة فاقتتلوا فانهزمت قيس عيلان.
وكذلك أغارت قوم من هوازن على بني ضاطر بن حبشية من خزاعة بعد عودة الهوازنيين من غارة على بني الملوح من قبيلة كنانة، ثم أغار بنو ضاطر وقوم من خزاعة على قوم من هوازن وقتلوا منهم رجالا.
كما أغارت هوازن على خزاعة وهم بالمحصب من منى فاقتتلوا وأوقعوا ببني العنقاء وبعض بني ضاطر من خزاعة.

### خزاعة والحجر الأسود

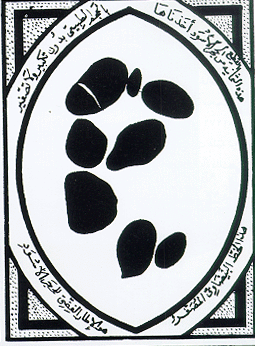
رسم يدوي للحجر من قبل الكردي، بعد أن وضع ورقة على الحجر ورسمها بنفس حجمها الصحيح، غرة ربيع الأول 1376 هـ.

الحجر الأسود أشرف حجر على وجه الأرض، وهو أشرف أجزاء البيت الحرام، ولذا شرع تقبيله واستلامه، ووضع الخد والجبهة عليه، وموضعه جهة الشرق من الركن اليماني الثاني الذي هو في الجنوب الشرقي وارتفاعه من أرض المطاف متر واحد ونصف المتر ولا يمكن وصفه الآن لأن الذي يظهر منه في زماننا ونستلمه ونقبله إنما هو ثماني قطع صغيرة مختلفة الحجم أكبرها بقدر التمرة الواحدة، وأما بقيته فداخل في بناء الكعبة المشرفة، ويروى أن القطع تبلغ خمس عشرة قطعة إلا أن القطع السبع الأخرى مغطاة بالمعجون الذي يراه كل مستلم للحجر وهو خليط من الشمع والمسك والعنبر موضوع على رأس الحجر.

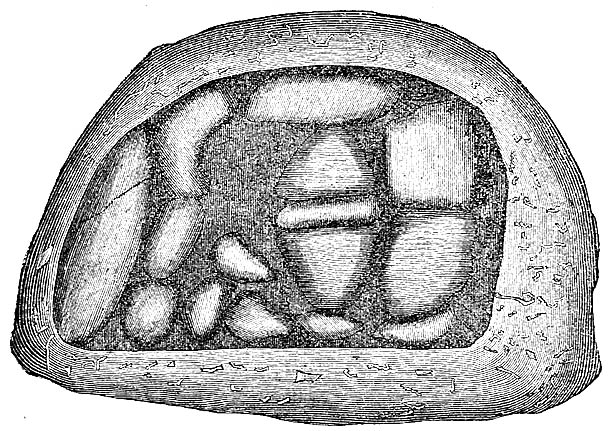
صورة قديمة مرسوم بها الحجر الأسود

كما وصفه محمد بن نافع الخزاعي حين رد القرامطة الحجر سنة 339هـ وعاينه قبل وضعه وقال: «تأملت الحجر الأسود وهو مقلوع، فإذا السواد في رأسه فقط، وسائره أبيض، وطوله قدر ذراع».
وقد مرّ على الحجر الأسود حوادث كثيرة أولها ما ذكره ابن إسحاق أنه عندما أخرجت قبيلتا خزاعة وكنانة قبيلة جرهم من مكة خرج عمرو بن الحارث بن مضاض الجرهمي بغزالي الكعبة والحجر فدفنها في زمزم وانطلق، غير أنّ امرأة من خزاعة شاهدت عملية الدفن فأخبرت قومها فأعادوه إلى مكانه، وكانت هذه الحادثة سبباً في انتقال سدنة البيت لخزاعة.

### انتقال ولاية البيت الحرام من خزاعة إلى قريش
وكانت قريش -وهم ولد النضر بن كنانة- آنذاك متفرقين في مكة وماحولها، واستمر هذا حالهم إلى عهد قصي بن كلاب الذي خطب حبى بنت حليل بن حبشية بن سلول بن كعب بن عمرو الخزاعي، فتزوجها وكان أبوها يومئذ يلي الكعبة. فتمكن قصي بعد ذلك من ولاية البيت الحرام.
وقد اختلفت الروايات التاريخية حول كيفية انتزاع قصي ولاية البيت من خزاعة في ثلاث روايات:
1. يذكر ابن إسحاق أن قصياً[ ؟ ] عندما كثر ماله وانتشر ولده وعظم شرفه في مكة رأى بعد موت حليل أنه أحق من خزاعة في حكم مكة لأن قبيلته قريش هم قرعة ولد إسماعيل بن إبراهيم عليهم السلام وصريح ولده، فحث أبناء كنانة وقريشاً على أن يتعاونوا معه في إخراج خزاعة وبني بكر من مكة، ثم أرسل إلى أخيه من أمه واسمه -رزاح بن ربيعة- يطلب من يد العون والنصرة في تلك المحاولة، وبالفعل أسرع إليه رزاح ومعه قومه من قضاعة إلى مكة لنصرة قصي في حربه مع خزاعة.
2. يذكر الأزرقي أن حليلاً رغب في قصي فزوجه من ابنته حبى وقد أنجبت لقصي عبد الدار وعبد مناف وعبد العزى وعبداً، فلما كبر حليل كان يعطى مفتاح البيت لابنته وكانت تعطيه هي لزوجها قصي فيفتح البيت، فلما حضرت الوفاة حليل وجد أن قصياً قد كثر ولده وانتشروا، فأوصى له بولاية البيت وأعطاه المفتاح، فلما علمت خزاعة بهذا أبت أن تترك ولاية البيت لقصي وأخذوا المفتاح من حبى فأسرع قصي إلى قومه قريش وبني كنانة واستنصرهم على خزاعة وأرسل إلى أخيه من أمه في بلاد قضاعة يستنصرة على خزاعة.
3. يذكر أبوهلال العسكري أن حليل لما كبر استناب على ولاية البيت أبا غبشان سليم بن عمرو الخزاعي وأنه اجتمع يوماً مع قصي على شراب، فلما سكر اشترى منه قصي ولاية البيت بزق خمر وقعود، فكان يقال: «أخسر من صفقة أبي غبشان».
والروايات في مجملها تجمع على أن قصياً قد استعد لانتزاع ولاية البيت من خزاعة، وخرجت خزاعة لقتال قصي ومن معه من قريش وكنانة وحلفائه قضاعة، حيث اقتتلوا قتالاً شديداً بيوم الأبطح، حتى كثر القتلى في الفريقين وظهرت الغلبة لجيش قصي، ثم رأى الفريقان أن يتحاكما إلى رجل من العرب وهو سيد بني كنانة: يعمر بن عوف بن كعب بن عامر بن ليث بن بكر بن عبد مناة بن كنانة، فقضى بأن كل دم أصابه قصي من خزاعة موضوع يشدخه تحت قدميه، وأن ما أصابت خزاعة من جيش قصي ففيه الدية، وأن تترك خزاعة ولاية البيت وأمر مكة إلى قصي.

## صلة نسب الرسول بقبيلة خزاعة
يلتقي النبي ﷺ مع قبيلة خزاعة في النسب عند موضعين:
- عند جده الثالث عبد مناف بن قصي، فلقد كانت أمه هي حبى بنت حليل بن حبشية الخزاعي.[62]
- وكذلك نسبه عن طريق زواجه بأم المؤمنين جويرية بنت الحارث الخزاعي.[63]

## خزاعة وأسباب فتح مكة

### حلف عبد المطلب جد رسول الله وخزاعة
وبعد توقيع معاهدة الحديبية جاءت خزاعة للنبي ﷺ بكتاب حلفها مع جده عبد المطلب، الذي أكده البلاذري، أنساب الأشراف، النسخة PDF، ص 44.

ونصه كما في أنساب الأشراف للبلاذري:
فقال عبد المطلب:
وكان عبد المطلب وصى ابنه الزبير. ثم أوصى الزبير إلى أبي طالب، ثم أوصى أبو طالب إلى العباس. وقال
ابن الكلبي: هذا الحلف هو الذي عناه عمرو بن سالم الخزاعي حين قال لرسول الله صلى الله عليه وسلم:

 جاءت به خزاعة للنبي ﷺ فقرأه عليه أبي بن كعب فقال: 

### دخول خزاعة في عقد رسول الله وعهده
ولما كان صلح الحديبية، كان في شروط الصلح ما نصّه:
| خزاعة (قبيلة) | أنه من أحب أن يدخل في عقد محمد وعهده دخل فيه ومن أحب أن يدخل في عقد قريش وعهدهم دخل فيه | خزاعة (قبيلة) |

فتواثبت خزاعة فقالوا: «نحن في عقد محمد وعهده»، وتواثبت بنو الدئل بن بكر فقالوا: «نحن في عقد قريش وعهدهم».

### قريش تنقض الهدنة
فلما كانت الهدنة، اغتنمها بنو الدئل بن بكر، وأرادوا أن يصيبوا من خزاعة ثأراً لهم في الجاهلية قبل الإسلام، فباغتوهم على ماء لخزاعة جنوب غرب مكة المكرمة يسمى الوتير، وقتلوا منهم عشرين رجلاً، ثم ألجأوهم إلى الحرم واستعانوا في هذا الهجوم بسلاح ورجال من قريش.

### خزاعة تستنصر رسول الله
وخرج عمرو بن سالم الخزاعي في أربعين راكباً من خزاعة يستنصرون رسول الله ﷺ ويخبرونه بالذي أصابهم، فأنشد عمرو الرسول وهو بين الناس في المسجد بقوله:

### رسول الله ينصر خزاعة ويفتح مكة
فقال الرسول ﷺ : «نُصرت ياعمرو ابن سالم»، ثم نظر إلى سحابة في السماء وقال: «إنها لتستهل بنصر بني كعب».
وأراد نوفل بن معاوية الديلي الكناني أن يطلب العفو لقومه فقال: «قد كذب عليك الركب». فقال له رسول الله ﷺ : «دع الركب، فإنّا لم نجد بتهامة أحداً من ذي رحم ولا بعيد الرحم كان أبر بنا من خزاعة». ثم قال: «لا نُصرت إن لم أنصر بني كعب مما أنصر منه نفسي». فجمع الرسول ﷺ جيش المسلمين، وكان فتح مكة.

## ذكر قبيلة خزاعة في القرآن والسنة والأثر

### في القرآن
- قال الله تعالى: ﴿يَا أَيُّهَا الَّذِينَ آمَنُوا إِنْ جَاءَكُمْ فَاسِقٌ بِنَبَإٍ فَتَبَيَّنُوا أَنْ تُصِيبُوا قَوْمًا بِجَهَالَةٍ فَتُصْبِحُوا عَلَى مَا فَعَلْتُمْ نَادِمِينَ ۝٦﴾ سورة الحجرات.

نزلت في الوليد بن عقبة بن أبي معيط، بعثه رسول الله ﷺ إلى بني المصطلق من خزاعة، وكان بينه وبينهم عداوة في الجاهلية، فلما سمع به القوم تلقوه تعظيما لأمر رسول الله ﷺ، فحدثه الشيطان أنهم يريدون قتله فهابهم فرجع من الطريق إلى رسول الله ﷺ فقال: «إن بني المصطلق قد منعوا صدقاتهم وأرادوا قتلي»، فغضب رسول الله ﷺ وهم أن يغزوهم، فبلغ القوم رجوعه فأتوا رسول الله ﷺ، فقالوا: «يا رسول الله سمعنا برسولك فخرجنا نتلقاه ونكرمه ونؤدي إليه ما قبلناه من حق الله - عز وجل -، فبدا له الرجوع، فخشينا أنه إنما رده من الطريق كتاب جاءه منك لغضب غضبته علينا، وإنا نعوذ بالله من غضبه وغضب رسوله»، فاتهمهم رسول الله ﷺ، وبعث خالد بن الوليد إليهم خفية في عسكر وأمره أن يخفي عليهم قدومه، وقال له: «انظر فإن رأيت منهم ما يدل على إيمانهم فخذ منهم زكاة أموالهم، وإن لم تر ذلك فاستعمل فيهم ما يستعمل في الكفار»، ففعل ذلك خالد، ووافاهم فسمع منهم أذان صلاتي المغرب والعشاء، فأخذ منهم صدقاتهم، ولم ير منهم إلا الطاعة والخير، فانصرف إلى رسول الله ﷺ وأخبره الخبر، فأنزل الله تعالى الآية تكذيباً للوليد وتبرئة لقبيلة خزاعة.
- قال الله تعالى: ﴿قَاتِلُوهُمْ يُعَذِّبْهُمُ اللَّهُ بِأَيْدِيكُمْ وَيُخْزِهِمْ وَيَنْصُرْكُمْ عَلَيْهِمْ وَيَشْفِ صُدُورَ قَوْمٍ مُؤْمِنِينَ ۝١٤﴾ سورة التوبة.

وأخرج ابن أبي حاتم وأبو الشيخ عن السدي في قوله {ويشف صدور قوم مؤمنين} قال: هم خزاعة يشفي صدورهم من بني الدئل بن بكر {ويذهب غيظ قلوبهم} قال: هذا حين قتلهم بنو الدئل بن بكر وأعانتهم قريش. وأخرج أبو الشيخ عن قتادة {ويذهب غيظ قلوبهم} قال: ذكر لنا أن هذه الآية نزلت في خزاعة حين جعلوا يقتلون بني الدئل بن بكر بن عبد مناة بمكة.

### في السنة
- يقول ابن إسحاق في كتابه السيرة النبوية:[75]

| خزاعة (قبيلة) | كانت خزاعة مسلمهم ومشركهم عيبة نصح لرسول الله ﷺ بتهامة، صفقتهم معه لا يخفون عنه شيئاً كان بها | خزاعة (قبيلة) |

 والعيبة: «ما توضع فيه الثياب لحفظها أي أنهم موضع النصح له والأمانة على سره، كأنه شبه الصدر الذي هو مستودع السر بالعيبة التي هي مستودع الثياب».

## أعلام خزاعيون

### قيس بن الحدادية الخزاعي
هو قيس بن منقذ بن عمرو بن عبيد بن ضاطر بن صالح بن حبشية بن سلول بن كعب بن عمرو بن الخزاعي، شاعر جاهلي وأحد فتاك العرب في الجاهلية وصعاليكهم وشعرائهم وكان خليعا خلعته خزاعة. أغار في الجاهلية على بني قمير من خزاعة، وأغار كذلك على جموع من هوازن. اشتهر بحبه لأم مالك نعم بنت ذؤيب الخزاعي وله فيها قصائد استحسنتها أم المؤمنين عائشة. قُتل في غارة لبني مزينة عليه.

### أم معبد
أم معبد عاتكة بنت خالد بن منقذ بن ربيعة بن أصرم الخزاعية صحابية استضافت النبي محمد في خيمتها أثناء رحلة هجرته من مكة إلى يثرب هو وأبو بكر ومولى أبي بكر عامر بن فهيرة ودليلهما الليثي عبد الله بن الأريقط. لما عاد زوجها وصفت له النبي محمد؛ وأعتبرت من حينه بأنها أفضل وأدق من وصفت النبي ﷺ.

### أحمد بن نصر الخزاعي
هو أحمد بن نصر بن مالك بن الهيثم الخزاعي، يلقّب بشهيد القرآن. عاصر الدولة العباسية في فترة خلافة الواثق بالله.
كان من أهل العلم والديانة والعمل الصالح والاجتهاد في الخير، وكان من أئمة السنة الآمرين بالمعروف والناهين عن المنكر، وكان ممن يدعو إلى القول بأن القرآن كلام الله منزل غير مخلوق وكان له وجاهة ورياسة. وله قصة عجيبة ذكرت في البداية والنهاية لابن كثير.
قال ابن كثير: ثم دخلت سنة إحدى وثلاثين ومائتين. وفيها كان مقتل أحمد بن نصر الخزاعي وأكرم مثواه قال ابن خلكان: وكان خزاعياً من موالي طلحة الطلحات الخزاعي، وقد كان أبو تمام يمدحه.
وقد بايعه العامة في سنة إحدى ومائتين على القيام بالأمر والنهي حين كثرت الشطار والدعار في غيبة المأمون عن بغداد، فاجتمع عليه من الخلائق ألوف كثيرة، فلما كان شهر شعبان من هذه السنة انتظمت البيعة لأحمد بن نصر الخزاعي في السر على القيام بالأمر بالمعروف والنهي عن المنكر، فتواعدوا على أنهم في الليلة الثالثة من شعبان - وهي ليلة الجمعة - يضرب طبل في الليل فيجتمع الذين بايعوا في مكان اتفقوا عليه، وكان من جملة من اتفقوا رجلان من بني أشرس، وكانا يتعاطيان الشراب، فلما كانت ليلة الخميس شربا في قوم من أصحابهم، واعتقدا أن تلك الليلة هي ليلة الوعد، وكان ذلك قبله بليلة، فقاما يضربان على طبل في الليل فاجتمع إليهما الناس، فلم يجئ أحد وانخرم النظام وسمع الحرس في الليل، فأعلموا نائب السلطنة، وهو محمد بن إبراهيم بن مصعب، فأصبح الناس متخبطين، واجتهد نائب السلطنة على إحضار ذينك الرجلين فاحضرا فعاقبهما فأقرا على أحمد بن نصر، فطلبه وأخذ خادماً له فاستقره فأقر بما أقر به الرجلان، فجمع جماعة من رؤوس أصحاب أحمد بن نصر معه وأرسل بهم إلى الخليفة بسُرَّ من رأى، وذلك في آخر شعبان، فأحضر له جماعة من الأعيان، وحضر القاضي أحمد بن أبي دؤاد المعتزلي، وأحضر أحمد بن نصر ولم يظهر منه على أحمد بن نصر عتب، فلما أوقف أحمد بن نصر بين يدي الواثق لم يعاتبه على شيء مما كان منه في مبايعته العوام على الأمر بالمعروف والنهي عن المنكر وغيره، بل أعرض عن ذلك كله وقال له: ما تقول في القرآن؟ فقال: هو كلام الله. قال: أمخلوق هو؟ قال هو كلام الله.
وكان أحمد بن نصر قد استقتل وباع نفسه وحضر وقد تحنط وشد على عورته ما يسترها فقال له. فما تقول في ربك، أترّاه يوم القيامة ؟فقال: يا أمير المؤمنين قد جاء القرآن والأخبار بذلك، قال الله تعالى: ﴿وُجُوهٌ يَوْمَئِذٍ نَاضِرَةٌ ۝٢٢ إِلَى رَبِّهَا نَاظِرَةٌ ۝٢٣﴾ [القيامة:22–23]. وقال رسول الله ﷺ : (إنكم ترون ربكم كما ترون هذا القمر لا تضامون في رؤيته). فنحن على الخبر. قال الواثق: ويحك! أيرى كما يرى المحدود المتجسم! ويحويه مكان ويحصره الناظر؟ أنا أكفر برب هذه صفته.
ثم قال أحمد بن نصر للواثق: وحدثني سفيان بحديث يرفعه (إن قلب ابن آدم بإصبعين من أصابع الله يقلبه كيف شاء) وكان النبي ﷺ يقول: (يا مقلب القلوب ثبت قلبي على دينك). فقال له إسحاق بن إبراهيم: ويحك، انظر ما تقول. فقال: أنت أمرتني بذلك. فأشفق إسحاق من ذلك وقال: أنا أمرتك؟ قال: نعم، أنت أمرتني أن أنصح له.
فقال الواثق لمن حوله: ما تقولون في هذا الرجل؟ فأكثروا القول فيه. فقال عبد الرحمن بن إسحاق -: وكان قاضياً على الجانب الغربي فعُزل، وكان مواداً لأحمد بن نصر قبل ذلك -: يا أمير المؤمنين هو حلال الدم. وقال أبو عبد الله الأرمني صاحب أحمد بن أبي دؤاد: اسقني دمه يا أمير المؤمنين. قال الواثق: لابد أن يأتي ما تريد.وقال أبي دواد: «هو كافر يستتاب لعل به عاهة أو نقص عقل».
فقال الواثق: «إذا رأيتموني قمت إليه فلا يقومن أحد معي، فإني أحتسب خطاي».ثم نهض إليه بالصمصامة- وقد كانت سيفا لعمرو بن معديكرب الزبيدي وكانت صفيحة مسحورة في أسفلها مسمورة بمسامير - فلما انتهى إليه ضربه بها على عاتقه وهو مربوط بحبل قد أوقف على نطع، ثم ضربه أخرى على رأسه ثم طعنه بالصمصامة في بطنه فسقط صريعاً على النطع ميتاً.
فضرب عنقه وحز رأسه، وحمل معترضاً حتى أتى به الحظيرة فصلب فيها، وفي رجليه زوج قيود وعليه سراويل وقميص، وحمل رأسه إلى بغداد فنصب في الجانب الشرقي أياما، وفي الغربي أياماً، وعنده الحرس في الليل والنهار، وفي أذنه رقعة مكتوب فيها:«هذا رأس الكافر المشرك الضال أحمد بن نصر الخزاعي، من قتل على يدي عبد الله هارون الإمام الواثق بالله أمير المؤمنين بعد أن أقام عليه الحجة في خلق القرآن، ونفى التشبيه وعرض عليه التوبة، ومكنه من الرجوع إلى الحق فأبى إلا المعاندة والتصريح، فالحمد لله الذي عجله إلى ناره وأليم عقابه بالكفر، فاستحل بذلك أمير المؤمنين دمه ولعنه».

وذكره الإمام أحمد بن حنبل يوماً فقال: 
| خزاعة (قبيلة) | رحمه الله ما كان أسخاه بنفسه لله، لقد جاد بنفسه له | خزاعة (قبيلة) |

 وقال جعفر بن محمد الصائغ: 
| خزاعة (قبيلة) | بصرت عيناي وإلا فقئتا، وسمعت أذناي وإلا فصمتا أحمد ابن نصر الخزاعي حين ضربت عنقه يقول رأسه: لا إله إلا الله | خزاعة (قبيلة) |

وقد سمعه بعض الناس وهو مصلوب على الجذع ورأسه يقرأ: ﴿الم ۝١ أَحَسِبَ النَّاسُ أَنْ يُتْرَكُوا أَنْ يَقُولُوا آمَنَّا وَهُمْ لَا يُفْتَنُونَ ۝٢﴾ [العنكبوت:1–2] قال: فاقشعر جلدي. ولم يزل رأسه منصوباً من يوم الخميس الثامن والعشرين من شعبان سنة إحدى وثلاثين ومائتين - إلى بعد عيد الفطر بيوم أو يومين من سنة سبع وثلاثين ومائتين، فجمع بين رأسه وجثته ودفن بالجانب الشرقي من بغداد بالمقبرة المعروفة بالمالكية. وذلك بأمر المتوكل على الله الذي ولي الخلافة بعد أخيه الواثق.

### كثير عزة
هو كثير بن عبد الرحمن بن الأسود بن مليح الخزاعي، أحد مشاهير الحب العذري، اقترن اسمه بحبيبته عزّة، فسمّي كثير عزة. والمشهور في اسمه التصغير «كثيّر»، غير أنه ورد في شعره مكبراً، وذلك حيث يقول:
خزاعي العم والخال، فأبوه عبد الرحمن بن الأسود بن مليح من خزاعة، وأمه جمعة بنت الأشيم خزاعية أيضاً.
لم تعين المصادر سنة ولادته، ولكنها متفقة على أن وفاته كانت سنة 105 هـ في آخر خلافة يزيد بن عبد الملك أو أول خلافة هشام. ويقول المزرباني: إنه زاد واحدة أو اثنتين على ثمانين سنة، وهذا يجعل ولادته سنة 23 أو 24 هـ أي في أواخر خلافة عمر أو أوائل خلافة عثمان. توفي والده وهو صغير السن وكان منذ صغره سليط اللسان، وكفله عمه بعد موت أبيه وكلفه رعي قطيع له من الإبل حتى يحميه من طيشه وملازمته سفهاء المدينة. اشتهر بحبه لعزة فعرف بها وعرفت به وهي: عزة بنت جميل بن حفص بن إياس بن عبد العزى بن حاجب بن غفار بن مليل بن ضمرة بن بكر بن عبد مناة بن كنانة، فهي كنانية النسب، وأبوها حميل هو أبو بصرة الغفاري المحدث، وكثير يكنيها في شعره أم عمرو ويسميها الضمرية وابنة الضمري -نسبة إلى بني ضمرة-. وقد وصفتها امرأة رأتها بأنها «امرأة حلوة حميراء نظيفة» وأنها حين تحدثت كانت «أبرع الناس وأحلاهم حديثاً»، وتضيف المرأة التي وصفتها: «فما فارقناها إلا ولها علينا الفضل في أعيننا، ومانرى في الدنيا امرأة تفوقها جمالاً وحسناً وحلاوة».
ويبدو أن تشهير كثير بعز قد حدا بأهلها إلى تزويجها من أول خاطب، فأمعن كثير في غزله مدفوعاً إلى ذلك بقوة اليأس والتحدي جميعاً. ثم ازداد إمعاناً في غزله عندما رحلت عزة مع زوجها وبعض قومها إلى مصر، وقد ظلّ يوم «الشبا» من الأيام التي لا تنسى، والشبا واد بالأثيل من أعراض المدينة، أدرك فيه كثير صاحبته وهي مسافرة إلى مصر، فوقف بمرأى منها، وهي واجمة، يحاول أن يثبت لها أن الوجد على فراقها يكاد يعتصر قلبه، ويحث عينيه على البكاء لتكون الدموع شاهدة على مشاعره، ولكن الدمع خانه فلم يجبه:
توفي في المدينة المنورة سنة 105، وكانت وفاته هو وعكرمة مولى ابن عباس في يوم واحد، وصلي عليهما بعد الظهر في موضع الجنائز وقال الناس: «مات اليوم أفقه الناس وأشعر الناس»، قال شاهد عيان: فما علمت تخلفت امرأة بالمدينة ولا رجل عن جنازتيهما، وغلب النساء على جنازة كثير يبكينه ويذكرن عزة في ندبتهن له.

### دعبل الخزاعي
هو دعبل بن علي بن رزين بن عثمان بن عبد الله ابن بديل بن ورقاء بن عبد العزى بن ربيعة بن جزي بن عامر بن مازن بن عدي بن عمرو بن لحي. ولد سنة 148 هـ وهو الأرجح وقال ابن حجر في لسان ولد سنة 142 هـ أصله من الكوفة ويقال أنه من قرقيس وأقام ببغداد.
شاعر هجّاء خبيث اللسان لم يسلم عليه أحد من الخلفاء ولا من وزرائهم ولا أولادهم ولا ذو نباهة أحسن اليه أو لم يحسن ولا أفلت منه كبير أحد وكان من الشيعة المشهورين بالميل إلى علي  ولم يزل مرهوب اللسان وخائفاً من هجائه للخلفاء فهو دهر كله هارب متوار.
يقول ابن خلكان: «كان شاعرا مجيداً الا انه كان بذئ اللسان مولعاً بالهجو هجا الخلفاء فمن دونهم وطال عمره». وعن دولتشاه السمرقندي في تذكرته عن (مجالس المؤمنين) انه قال ما ترجمته: دعبل بن علي الخزاعي: «له فضل وبلاغة زيادة عن الوصف. وكان متكلماً أديباً شاعراً عالماً».

له شعر كثير مجموع في ديوان. وقد كان هذا الديوان مشهوراً في العصور السابقة ولكنه اليوم مفقود كما فقد غيره من نفائس الدواوين الشعرية. ويدل على كثرة شعره ما ذكر صاحب الأغاني عن هاشم بن محمد الخزاعي وعن الجاحظ عن دعبل: 
| خزاعة (قبيلة) | مكثت نحو ستين سنة ليس من يوم ذر شارقة إلا وأنا أقول فيه شعراً. | خزاعة (قبيلة) |

أبرز شعره هي قصيدته التائية المشهورة (مدارس آيات)  في أهل البيت التي قال عنها أبو الفرج في أغانيه: «من أحسن الشعر وفاخر المدائح المقولة في أهل البيت، قصد بها أبا الحسن علي بن موسى الرضا»  فأنشده القصيدة التي منها هذا البيت: 

 فلما بلغ:
بكى الإمام الرضا وقال له صدقت يا خزاعي.

توفى في سنة 246 هـ على الأرجح وقد بلغ من العمر 98 سنة.

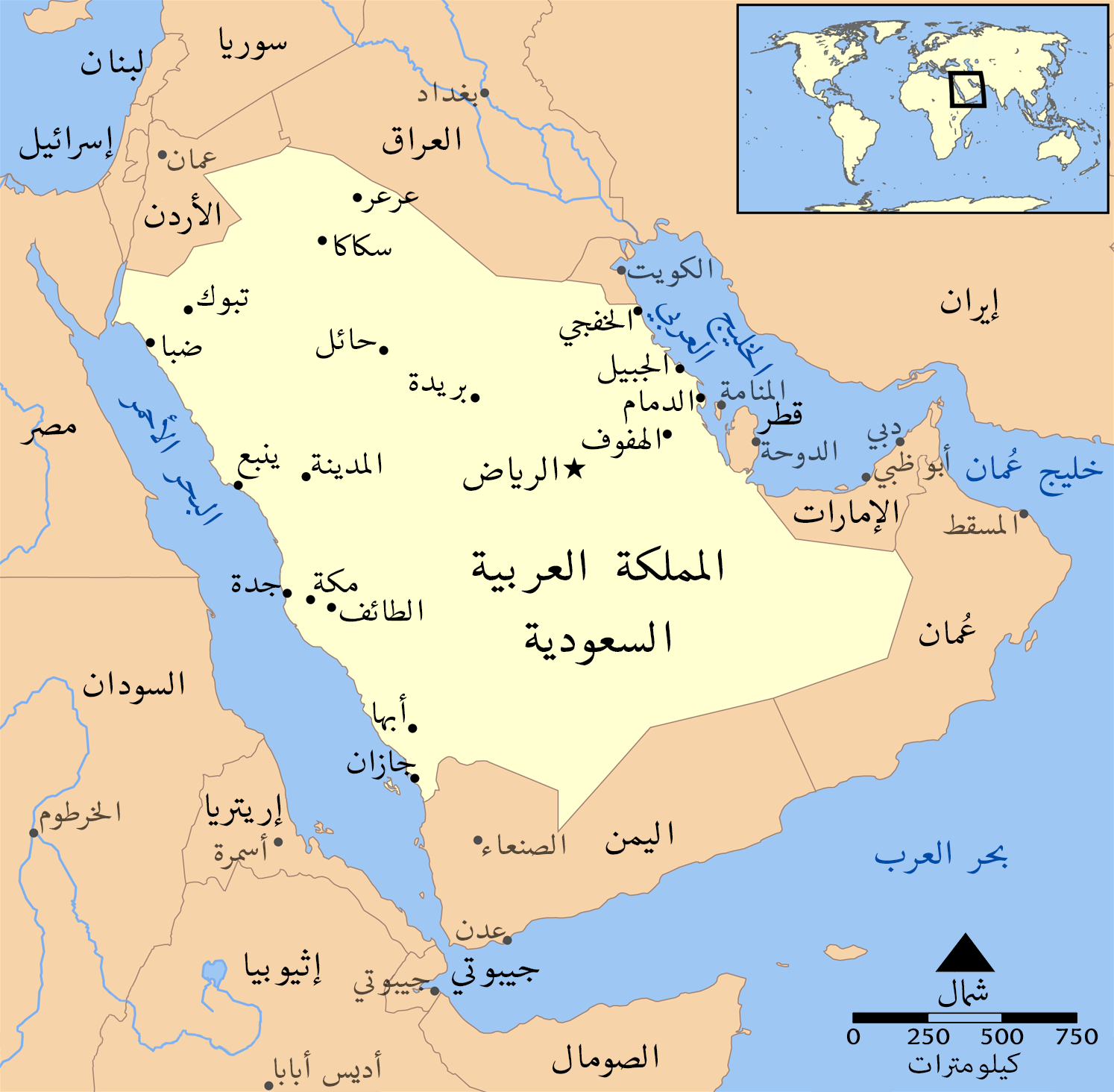
خريطة بسيطة تُظهر المدن الرئيسية في المملكة العربية السعودية.

## خزاعة في الدول العربية

### العراق
في بداية الفتوحات الإسلامية كان أبناء خزاعة ضمن الفاتحين وذلك في زمن الخليفة عمر بن الخطاب ، وسكن معظمهم البصرة والكوفة في حدود سنة 17 هـ. وقد كان لخزاعة حي مشهور باسمهم يطلق عليه (حي خزاعة) في الكوفة القديمة في منطقة تل التراب. ثم انتشروا بعد ذلك في مدن وقصبات العراق، هذا وبرز منهم الصحابي الجليل سليمان بن صرد والصحابي عمرو بن الحمق والصحابي علقمة بن خالد وهو آخر من بقي من الصحابة بالكوفة والشاعر المشهور دعبل بن علي الخزاعي وغيرهم.
كما كان لرجال خزاعة في العراق الدور المهم في الدولة العباسية التي تحققت سنة 132هـ، حيث وقع الاختيار على خمسة رجال من خزاعة كنقباء لبني العباس حيث أصبح سليمان بن كثير الخزاعي رئيساً للنقباء. هذا وقد برز رجال من خزاعة في مواقع الحكم في الدولة العباسية وتسلموا مراكز حساسة بالدولة.
وبعد انهيار الدولة العباسية واحتلال بغداد بيد المغول بقيادة هولاكو حفيد الزعيم المغولي جنكيز خان الذي تمكن من احتلال بغداد عاصمة الدولة العباسية وذلك سنة (656هـ، 1258م) في عهد آخر خليفة عباسي هو المستعصم بالله؛ وبعد مقتل المستعصم على يد المغول سادت العراق والأمة الإسلامية عصوراً عرفت بالعصور المظلمة.

### اليمن
وبما أن تهامة تمتد على خط طول البحر الأحمر فالخزاعيون كثيرون في اليمن وقد انتقلوا إلى عدة محافظات يمنية من ضمنها حجة، اب، تعز، الحديدة وحضرموت وغيرها الكثير ومن الرموز التي برزت في العصر الحديث :
العميد علي علي الخزاعي : والذي التحق بالسلك العسكري في عام 1958م بفوج البدر، السرية الثالثة مدرعات. في عام 1961م تم ترشيحه للدراسة في مدرسة صف الضباط، وبعد تخرجه تم تعيينه مع أربعة من زملائه المتفوقين مدربين للحرس الملكي المكلفين بحماية القصر الذي كان يسمى بدار الوصول.
بعد الثورة تم طلبه للتحرك إلى العرضي للقيام بتدريب الحرس الوطني وتم القيام بالتدريب إلى جانب المدربين بالعرضي وتم تجميع القوة وتجهيزها وتدريبها.
بعد ذلك تقلد مناصب عدة كان آخرها قيادة محور عبس حيث استمر في ذلك المنصب لأكثر من (17) عاماً.

### الأردن
1. الروسان.
2. الدويك.
3. البصول في منطقة البارحه وهي بلدة أردنية تقع في شمال مدينة اربد.
4. الكوفحي في منطقة البارحة.
5. آل حرفوش-الحرافشة.
6. آل حرفوش-الحرافشة (وادي السرحان).
7. آل حرفوش-الحرافشة (المفرق).

### فلسطين
لها بلدة شهيرة تسمى بلدة خزاعة.
| - آل قديح ومنهم: 1. آل علي 2. آل صبح 3. آل رضوان 4. آل رجيلة 5. آل روك - الدويكات. | - آل نجار: 1. آل شنينو. 2. آل جاموس. - ال حرفوش-الحرافشة ومنهم (صافي وزيد وعيسى«نخلة») وهم أبناء الأمير : سلام بن حرفوش الخزاعي وتعود أصولهم إلى قرية بيت نبالا - أبوريدة. - القرا. - آل حرفوش-الحرافشة (خربتا المصباح). - آل حرفوش-الحرافشة (المغار). - آل حمد (المغار). |

### لبنان

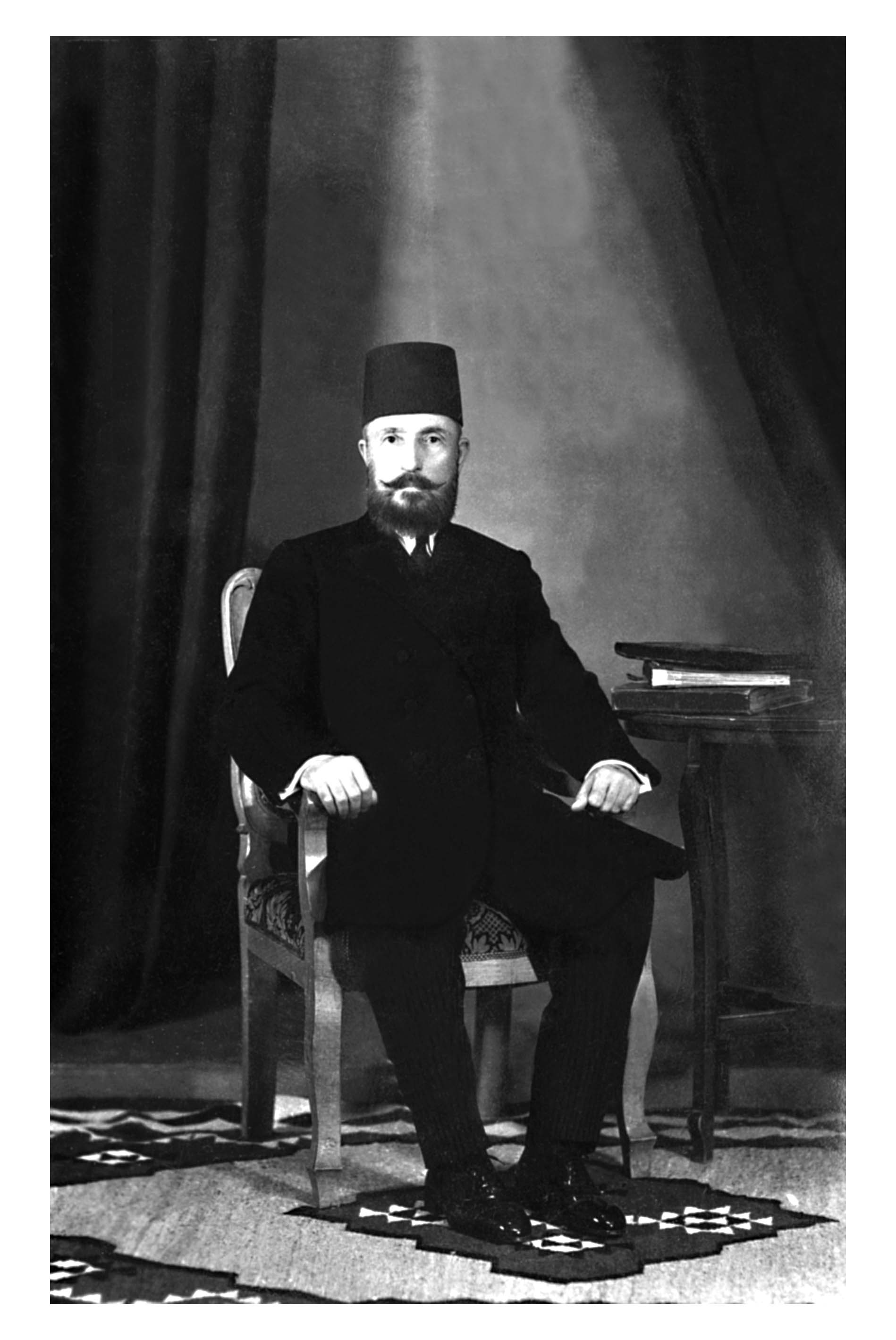
الأمير أحمد بن محمد بن سلطان الحرفوش

- من أوائل من وطأت قدماه الثغور الشامية من خزاعة.

الأمير ثابت بن نصر الخزاعي هو من أوائل الذين وطأت قدماه الثغور الشامية من خزاعة، حيث أرسل إليهِ الخليفة هارون الرشيد ببغداد في عام 804م (189هـ) منشوراً بصفتهِ أميراً للثغور الشامية وكذلك مناشير أخرى إلى سائر عمال الشام، لكي يحضوا الناس على الرحيل إلى لبنان تعضيداً لأُمرائهِ على أهل العاصية.
- آل حرفوش-الحرافشة (بعلبك).

حكموا بعلبك وبلادها ثلاثماية وخمسون عاماً على الأقل ومنهم الأمير علي بن موسى الحرفوش (1539-1590 م) والأمير موسى بن علي الذي قال عنه المحبي في ترجمته خلاصة الأثر «كان بطلا شجاعاً جواداً مقداماً مندفعا لفعل الخير فاضلا شاعراً وأديباً بليغاً» ومنهم أيضاً الأمير يونس الحرفوش (1608-1625 م) وكذلك الأمراء جهجاه وسلطان وأمين أولاد الأمير مصطفى الحرفوش من حكام بعلبك والأمير أحمد بن محمد بن الأمير سلطان الحرفوش هو حفيد الأمير سلطان بن مصطفى الحرفوشي حاكم بعلبك الشهير.كما تطرق بالحديث عنهم الأستاذ عيسى إسكندر المعلوف المؤرخ وعضو المجمع العلمي العربي بدمشق بمقالة نشرت له في العدد التاسع من مجلة العرفان الصفحة 291 حيث ذكر نسب أمراء آل حرفوش بعلبك بقوله (ينسب الأمراء الحرفوشيون إلى خزاعة وكانت مواطنهم في أنحاء مكة).
ويقول الإمام العلامة المرحوم السيد مهدي القزويني الحسيني المتوفي في اليوم الثاني عشر من شهر ربيع الأول سنة 1300 هـ - 1884 م، في كتابه أنساب القبائل العراقية وغيرها؛ إن حرفوش الخزاعي كان ضمن من دخل الشام من خزاعة، حيث شهد معهم فتوح الشام.

كما يقول المؤرخ والدكتور سعدون حمادة في انتمائهم لخزاعة: 
| خزاعة (قبيلة) | إلا أنه يمكننا تأكيد الإنتماء الخزاعي لهذه العائلة (آل حرفوش- بعلبك) وإرتباط أبنائها بعلاقة ما مع خزاعل العراق، نظراً إلى تواصل هذه العلاقات بينهما على إمتداد قرون عدة. وتكرار هذا النسب في قصائد الشعراء التي قيلت في مديحهم على إمتداد العصور. ولا زالت حية في ذاكرة العوام، تعدد مآثرهم وأيامهم. | خزاعة (قبيلة) |

وللسيد محمد الحسيني من آل مرتضى قصيدة في مدح الأمير جواد بن سلمان بن حسين الحرفوشي منها هذه الأبيات التي ورد فيها نسبه الخزاعي:

وفيما يلي عينة من شعر الفروسية باللغة العامية التي اشتهر وتميز بها آل حرفوش وإفتخروا فيها بإنتسابهم لخزاعة.
حيث ترك جهجاه مضارب الخزاعل قرب البصرة وهم قومه وقبيلته وعاد إلى بلاده يتسقط أخبارها ويستحث أنصار أبيه وعائلته على الإستعداد للقتال، فوجد أن الحاكم مكان أبيه من قبل الوالي هو محمد آغا العبد، فداهمه هو وأخيه سلطان مستعينين بفرسان من زحلة ومستعملاً في ذلك الخدع العسكرية وعنصر المفاجأة اللتان اشتهرا بهما، وكانت نتيجة الهجوم استعادتهِ لحكم بعلبك.
و له قصيدة شعبية تروى عنه تصف الواقعة:
فأجابه أخوه سلطان يقول من قصيد طويل:
ثم عدد المواقع التي أبلى فيها، إلى غير ذلك من الأقوال.
وقد روى القاضي والأديب والمؤرخ حسن الأمين عن تاريخ وأصول آل حرفوش - بعلبك ضمن حلقة تليفزيون المنار«القاضي حسن الأمين يروي آل حرفوش بعلبك- على اليوتيوب».
- ملفات للتحميل

تاريخ الأسر الشرقية، عيسى إسكندر المعلوف، الجزء السابع، ص 521 ومايليها

ما ذكر عن إنتسابهم لخزاعة في النسخة الألكترونية من كتاب موسوعة القبائل العربية ص 748 وما يليها

أنساب القبائل العربية وغيرها للعلامة محمد المهدي الحسيني القزويني خاصة ص 53 التي تؤرخ قدومهم للشام
- تسجيلات يوتيوب

«القاضي حسن الأمين يروي آل حرفوش بعلبك»- على اليوتيوب

### دول أخرى
| البحرين 1. آل رمضان 2. آل عبد السلام 3. آل حواج (الحواج) 4. آل براهيم 5. الطواش 6. بن عباس 7. القطارة (القطري) 8. الخزاعي | قطر 1. بن عباس | مصر [بحاجة لمصدر] 1. أل حرفوش-الحرافشة (بنها). 2. أل حرفوش-الحرافشة (البكاتوش-كفر الشيخ). | الكويت 1. عائلة الأربش. 2. آل عبد السلام. 3. آل رمضان. 4. آل غريج من آل حمود. 5. آل حواج (الحواج). | سوريا 1. البوعاجوز في حلب، ولديهم شجرة نسب توصلهم إلى عمرو بن لحي. 2. الحرفوش في محافظة حلب. | أمريكا هناك جالية أمريكية كبيرة من بني خزاعة من أل حرفوش-الحرافشة، متواجدة في الولايات المتحدة الأمريكية منذ عام 1920. |